# Aérodrome de Saint-Chamond - L'Horme
L’aérodrome de Saint-Chamond - L’Horme (code OACI : LFHG) est un aérodrome civil, ouvert à la circulation aérienne publique (CAP), situé sur la commune de L'Horme à 2,5 km au nord-est de Saint-Chamond dans la Loire (région Rhône-Alpes, France).
Il est utilisé pour la pratique d’activités de loisirs et de tourisme : aviation légère, ULM et modélisme.

## Histoire
Dans les années 1930, sous l'impulsion d'Antoine Merle, Louis Foultier, Jean Moco et René Pichon, passionnés d'aviation est créé "Le club des amateurs aériens de Saint-Chamond". Cette association décide en 1937 sous la présidence de René Pichon la création d'un terrain d'aviation à Planèze. Ce bout de pré au milieu des champs presque plat est un terrain nu. Il est rapidement appelé le "porte-avion" par un certain nombre de pilotes venus de l'extérieur.
C'est l'année suivante, en 1938, qu'un Caudron C.60 réalisa pour la première fois le vol Bouthéon-Planèze. Aux commandes se trouvait l'instructeur de l'époque, Henri Petit, qui fut quelques années plus tard le colonel Roman dans la Maquis du Vercors.
En 1943, le club des amateurs aériens de Saint-Chamond, mis en sommeil durant la guerre, fut transformé en Aéro-club de Saint Chamond et de la vallée du Gier par le Saint-Chamonais : Auguste Seine.
Le lundi 18 avril 1949, les travaux du terrain d'aviation de Planèze furent lancés. D'importants travaux de terrassement furent entrepris avec le concours des Acieries du Nord installées à l'Horme pour venir expérimenter leurs engins de nivellement. Ces travaux ont été entrepris sous l'égide d'un syndicat communal créé un an auparavant auquel étaient inscrites une quinzaine de communes de la vallée du Gier. C'est grâce à la persévérance, à l'opiniâtreté, et à la ténacité de ces municipalités et des membres de l'aéro-club présidé par Auguste Seine que ces travaux ont pu être réalisés. Ces travaux effectués pour viabiliser l'aérodrome furent d'une importance capitale pour son développement.
En 1950 grâce à l'attribution par l'État d'un Stampe « décroché » par Paul Garin, un industriel Saint-Chamonais, l'aéro-club put enfin voler de ses propres ailes.
En 1955 disparition de Auguste Seine dans un tragique accident de planeur sur le terrain de Corbas.
1957 : Un Piper club acheté en Suisse et provenant du surplus américain vint à la rescousse du biplan.
1958 : Construction d'un hangar auquel fut adjoint un baraquement ce qui permit le transfert du Piper de Bouthéon.
1975/1976 : Construction du club house et mise au norme du terrain pour respecter les nouvelles règles de circulation aérienne (déplacement de la route, création du parking…).
1987 voit la construction d'une piste d'accélération financée par le syndicat intercommunal suivi en 1993 par la construction du bâtiment Atelier
2007 : À la demande de la préfecture (pour réduire les coûts de fonctionnement) dissolution du Syndicat intercommunal du terrain d'aviation de Planèze. La ville de Saint-Chamond s'est donc substituée à ce dernier dans toutes ses obligations.
En 2014 est décidé la création de la section ULM avec la construction complète d'un Savannah

## Installations
L’aérodrome dispose d’une piste en herbe orientée est-ouest (10/28), longue de 700 mètres et large de 60.
L’aérodrome n’est pas contrôlé. Les communications s’effectuent en auto-information sur la fréquence de 123,500 MHz mais l'utilisation de la radio n'y est pas obligatoire.
S’y ajoutent :
- une aire de stationnement ;
- un hangar pour les avions du club
- un atelier pour l'entretien courant ;
- un club-house ;
- une station d’avitaillement en carburant (100LL)[2].

## Activités
- Aéro-club de Saint-Chamond et de la vallée du Gier : vols d'initiation, école avion et ULM, balade, voyages. Modèles réduits.

Le club possède 3 avions (Rallye ST-150, Rallye MS-880, Tecnam P2008)
et un ULM 3 axes (Savannah).